# Chanté Moores diskografi
Det här är en heltäckande lista över officiella skivsläpp av den amerikanska R&B-sångerskan Chanté Moore. Sedan sin karriärstart år 1992 har Moore gett ut fem studioalbum, två samlingsalbum och 13 musiksinglar via skivbolagen MCA, Arista/LaFace och Peak Records.
Moore debuterade år 1992 med singeln "Love's Taken Over". Låten blev en radiohit på R&B-stationer och tog sig till en 13:e plats på USA:s Hot R&B/Hip-Hop Songs. Sångerskans debutalbum Precious kom tätt efter utgivet via skivbolaget MCA Records. Skivan klättrade till topp-tjugo på albumlistan Top R&B/Hip-Hop Albums och certifierades med guldstatus av RIAA (Recording Industry Association of America). Albumets andra singel, "It's Alright" blev en ytterligare topp-tjugo hit för Moore. År 1994 släpptes albumuppföljaren A Love Supreme som tog sig till en elfteplats på R&B-listan. "Old School Lovin'", skivans ledande singel, blev en topp-tjugo hit. Samma år bidrog hon med filmmusik till den amerikanska dramakomedin Hålla andan. År 1999 släpptes The Moment Is Mine som klättrade till en sjundeplats och blir en av Chanté Moores högst listpresterande studioalbum hittills i karriären. Skivans förstasingel, "Chanté's Got a Man", sålde över 500.000 exemplar och blir sångerskans framgångsrikaste musiksingel. Låten nådde en tiondeplats på USA:s singellista Billboard Hot 100 och klättrade till en andraplats på R&B-listan. Följande år nominerades låten till en Soul Train Award i kategorin "Single of the Year", Moore, Whitney Houston och Mariah Carey förlorade dock utmärkelsen till Lauryn Hills "Ex-Factor". År 2000 släpptes Exposed, Chanté Moores fjärde studioalbum. Skivan tog sig till en tiondeplats på USA:s R&B-lista. Skivans ledande singel, upptempo-spåret "Straight Up", klättrade till en 22:a i USA och blev Moores första framgångsrika singelrelease i Storbritannien, där den tog sig till en elfte plats.
Sångerskans senare diskografi består av skivorna Things That Lovers Do (2003) och Uncovered/Covered (2006) skivorna sjungs tillsammans med sångerskans make Kenny Lattimore och blev båda topp-tio hits. Chanté Moores senaste skiva, Love the Woman, gavs ut år 2008.

## Album

### Studioalbum
| År   | Titel                                                                                        | Listpositioner | Listpositioner | Listpositioner | Försäljning (Internationellt) |  |
| År   | Titel                                                                                        | USA            | USA (R&B)      | FRA            | Försäljning (Internationellt) |  |
| ---- | -------------------------------------------------------------------------------------------- | -------------- | -------------- | -------------- | ----------------------------- |  |
| 1992 | Precious - 1:a studioalbumet - Släppt: 29 september, 1992 - Format: LP, Kassett, CD          | 101            | 20             | —              | 400 000 USA: Guld             |  |
| 1994 | A Love Supreme - 2:a studioalbumet - Släppt: 15 november, 1994 - Format: LP, Kassett, CD     | 64             | 11             | —              | Uppgift saknas Uppgift saknas |  |
| 1999 | This Moment Is Mine - 3:e studioalbumet - Släppt: 25 mars, 1999 - Format: LP, CD             | 31             | 7              | —              | Uppgift saknas USA: Guld      |  |
| 2000 | Exposed - 4:e studioalbumet - Släppt: 14 november, 2000 - Format: LP, CD                     | 50             | 10             | 130            | 500 000                       |  |
| 2008 | Love the Woman - 5:e studioalbumet - Släppt: 17 juni, 2008 - Format: CD, Digital nedladdning | 110            | 14             | —              | 25 000                        |  |

### Album med Kenny Lattimore
| År   | Titel                                                                                                   | Listpositioner | Listpositioner | Listpositioner | Försäljning (Internationellt) |
| År   | Titel                                                                                                   | USA            | USA (R&B)      | USA (Gospel)   | Försäljning (Internationellt) |
| ---- | --- | -------------- | -------------- | -------------- | ----------------------------- |
| 2003 | Things That Lovers Do - 1:a studioalbumet - Släppt: 11 februari, 2003 - Format: CD, Digital nedladdning | 31             | 3              | —              | Uppgift saknas                |
| 2006 | Uncovered/Covered - 2:a studioalbumet - Släppt: oktober, 2006 - Format: CD, Digital nedladdning         | 95             | 10             | 2              | Uppgift saknas                |

### Samlingsalbum
- Mood (Endast utgivet i Japan)
- 20th Century Masters - The Millennium Collection: The Best of Chante Moore

## Singlar
| År   | Titel                            | Album               | Listpositioner | Listpositioner | Listpositioner    | Listpositioner | Listpositioner | Listpositioner | Listpositioner | Listpositioner |
| År   | Titel                            | Album               | USA            | USA (R&B)      | USA (R&B Airplay) | UK             | SCH            | NED            | FRA            | BEL            |
| ---- | -------------------------------- | ------------------- | -------------- | -------------- | ----------------- | -------------- | -------------- | -------------- | -------------- | -------------- |
| 1992 | "Love's Taken Over"              | Precious            | 86             | 13             | 7                 | 54             | —              | —              | —              | —              |
| 1993 | "It's Alright"                   | Precious            | 108            | 13             | 12                | —              | —              | —              | —              | —              |
| 1993 | "Who Do I Turn To?"              | Precious            | —              | 83             | 72                | —              | —              | —              | —              | —              |
| 1993 | "As If We Never Met"             | Precious            | —              | 107            | —                 | —              | —              | —              | —              | —              |
| 1994 | "Old School Lovin'"              | A Love Supreme      | —              | 19             | 18                | —              | —              | —              | —              | —              |
| 1994 | "This Time"                      | A Love Supreme      | —              | 61             | 74                | —              | —              | —              | —              | —              |
| 1995 | "I'm What You Need"              | A Love Supreme      | —              | 56             | 62                | —              | —              | —              | —              | —              |
| 1995 | "Free / Sail On"                 | A Love Supreme      | —              | —              | 2                 | 69             | —              | —              | —              | —              |
| 1999 | "Chanté's Got a Man"             | This Moment Is Mine | 10             | 2              | 2                 | 11             | —              | —              | —              | —              |
| 1999 | "I See You in a Different Light" | This Moment Is Mine | —              | 60             | 61                | —              | —              | —              | —              | —              |
| 2000 | "Straight Up"                    | Exposed             | 83             | 22             | 22                | 11             | 66             | 37             | 22             | 12             |
| 2000 | "Bitter"                         | Exposed             | —              | 44             | 49                | —              | —              | —              | —              | —              |
| 2008 | "Ain't Supposed To Be This Way"  | Love the Woman      | —              | 90             | 26                | —              | —              | —              | —              | —              |
|      |                                  |                     | USA            | USA (R&B)      | USA (R&B Airplay) | UK             | SCH            | NED            | FRA            | BEL            |
|      |                                  | Listettor           | —              | —              | —                 | —              | —              | —              | —              | —              |
|      |                                  | Topp 10 hits        | 1              | 1              | 2                 | —              | —              | —              | —              | —              |

### Singel certifieringar
| Från This Moment Is Mine - "Chanté's Got a Man" USA certifiering: Guld (500 000) |